# Jami (software)
Jami (precedentemente GNU Ring, SFLphone) è un softphone peer-to-peer distribuito compatibile con SIP e un servizio di messaggistica istantanea basato su SIP per Linux, Microsoft Windows, OS X, iOS e Android. Jami è stato sviluppato e mantenuto dalla società canadese Savoir-faire Linux, e con l'aiuto di una comunità globale di utenti e contributori, Jami si posiziona come un potenziale sostituto libero di Skype.
Jami è un software gratuito e open source rilasciato sotto la GNU General Public License. Nel novembre 2016 è entrato a far parte del Progetto GNU.